# Drosera prolifera
Drosera prolifera este o specie de plante carnivore din genul Drosera, familia Droseraceae, ordinul Caryophyllales, descrisă de Cyril Tenison White.
Este endemică în:
- Coral Sea Is. Territory.
- Queensland.

Conform Catalogue of Life specia Drosera prolifera nu are subspecii cunoscute.

## Galerie

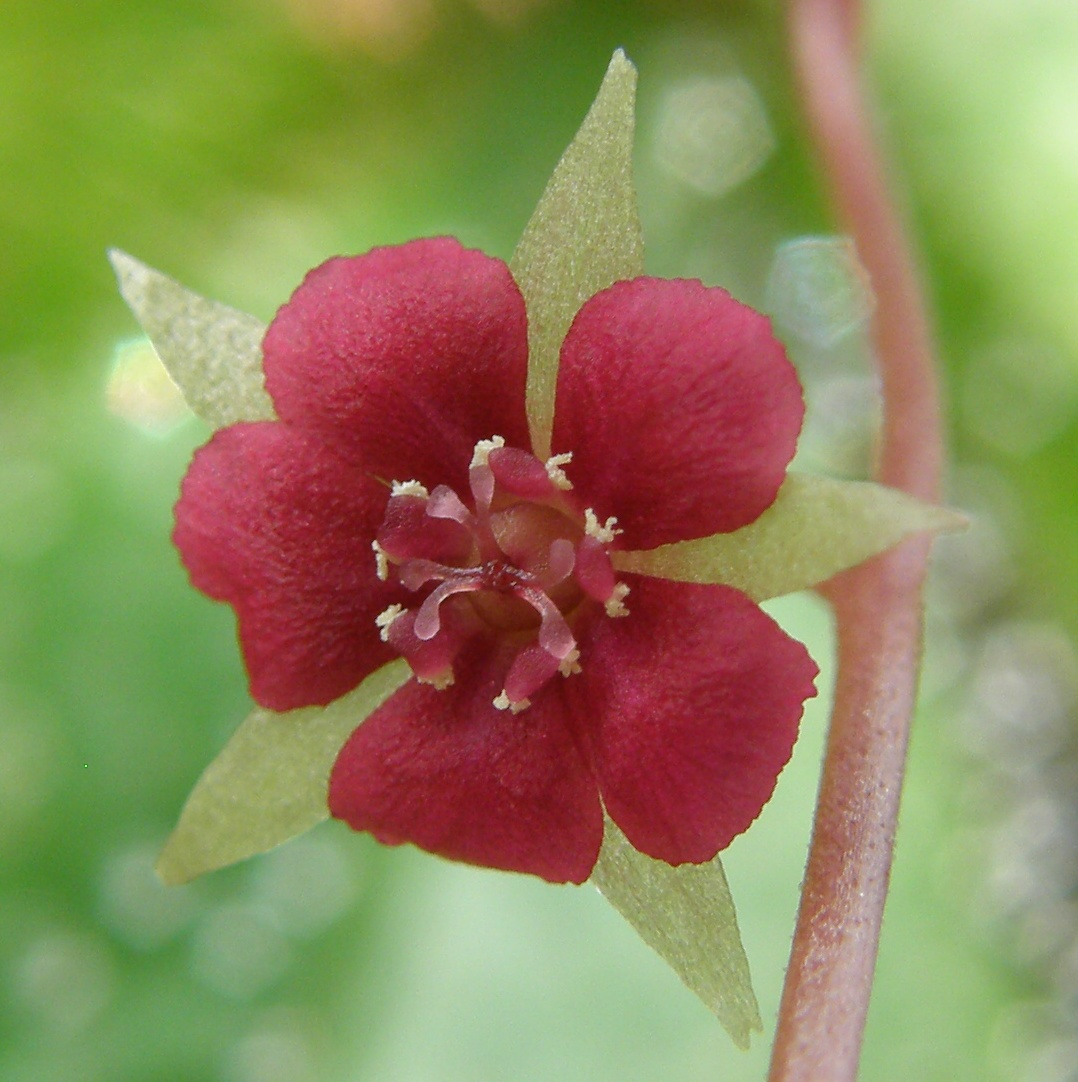
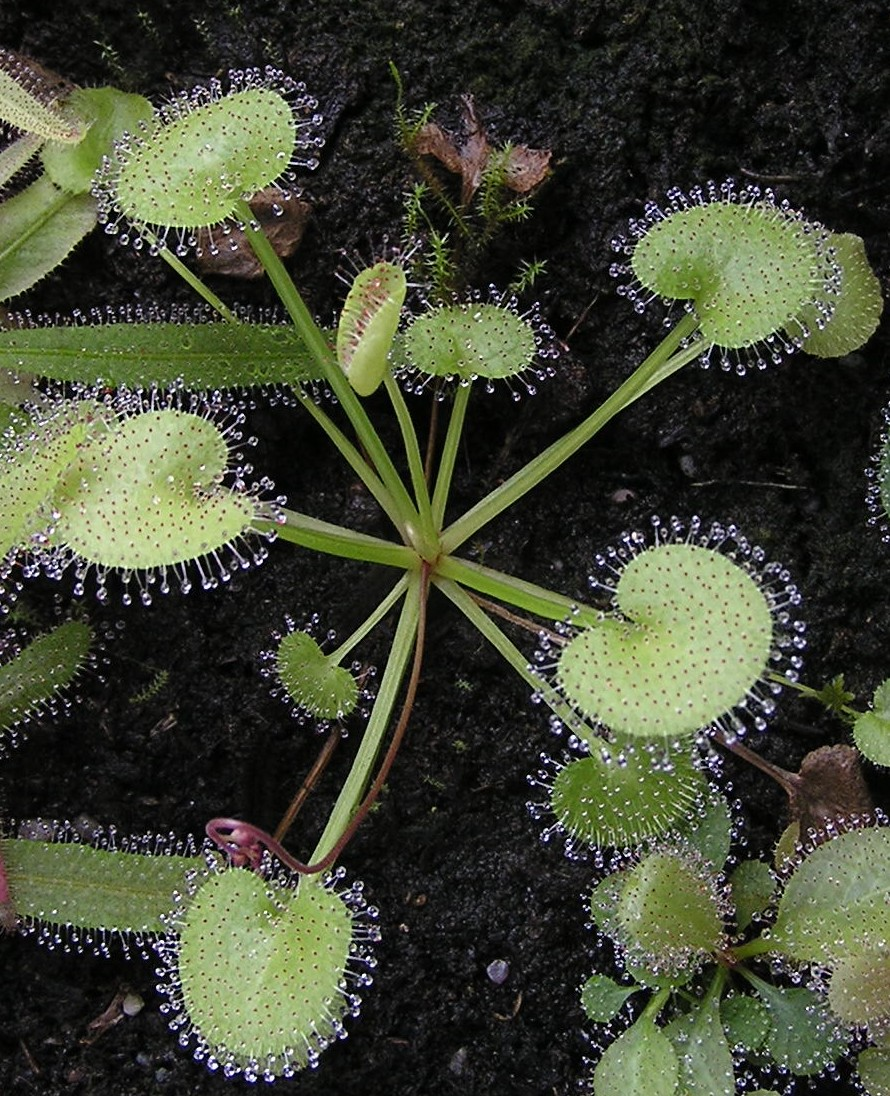
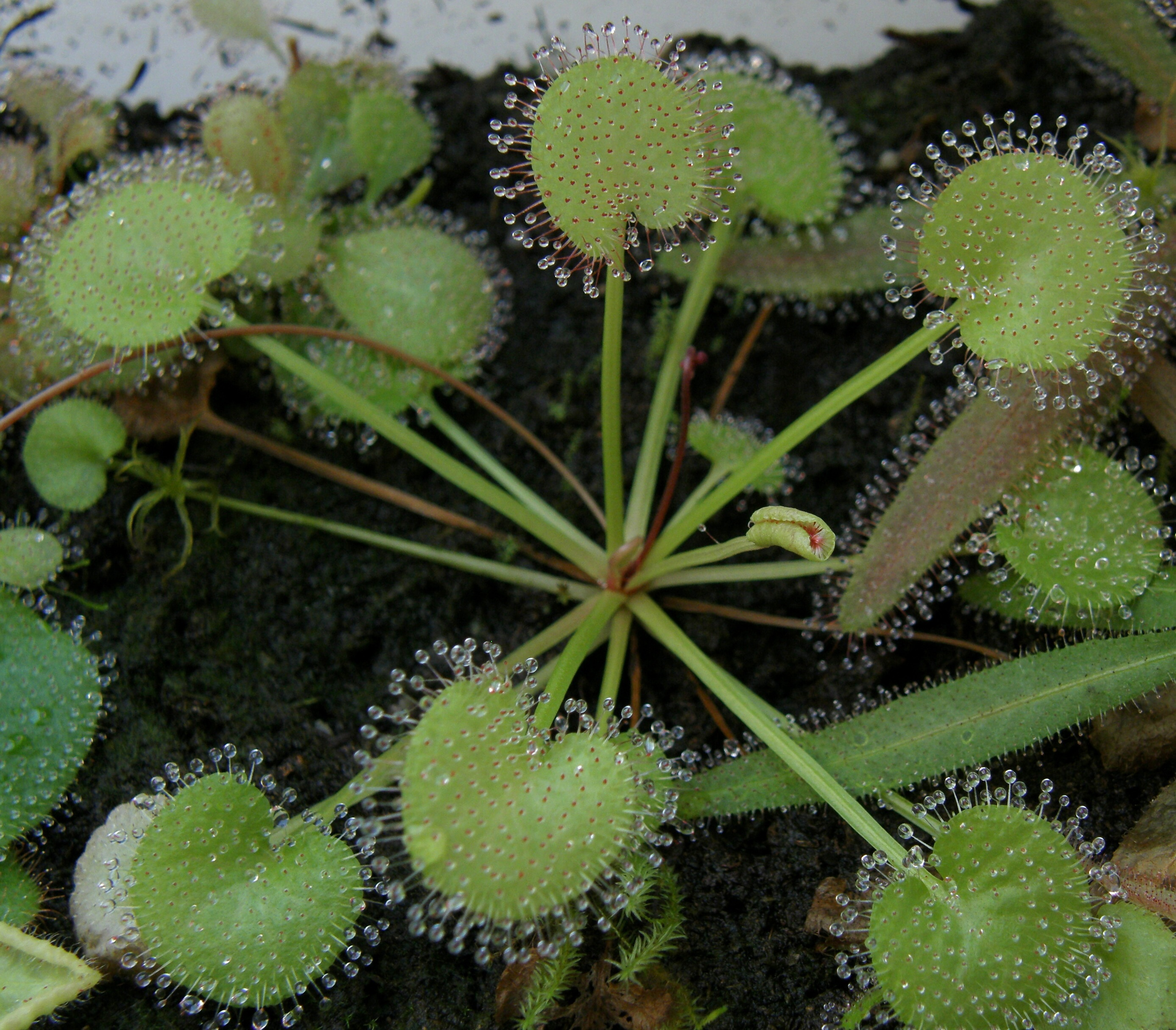
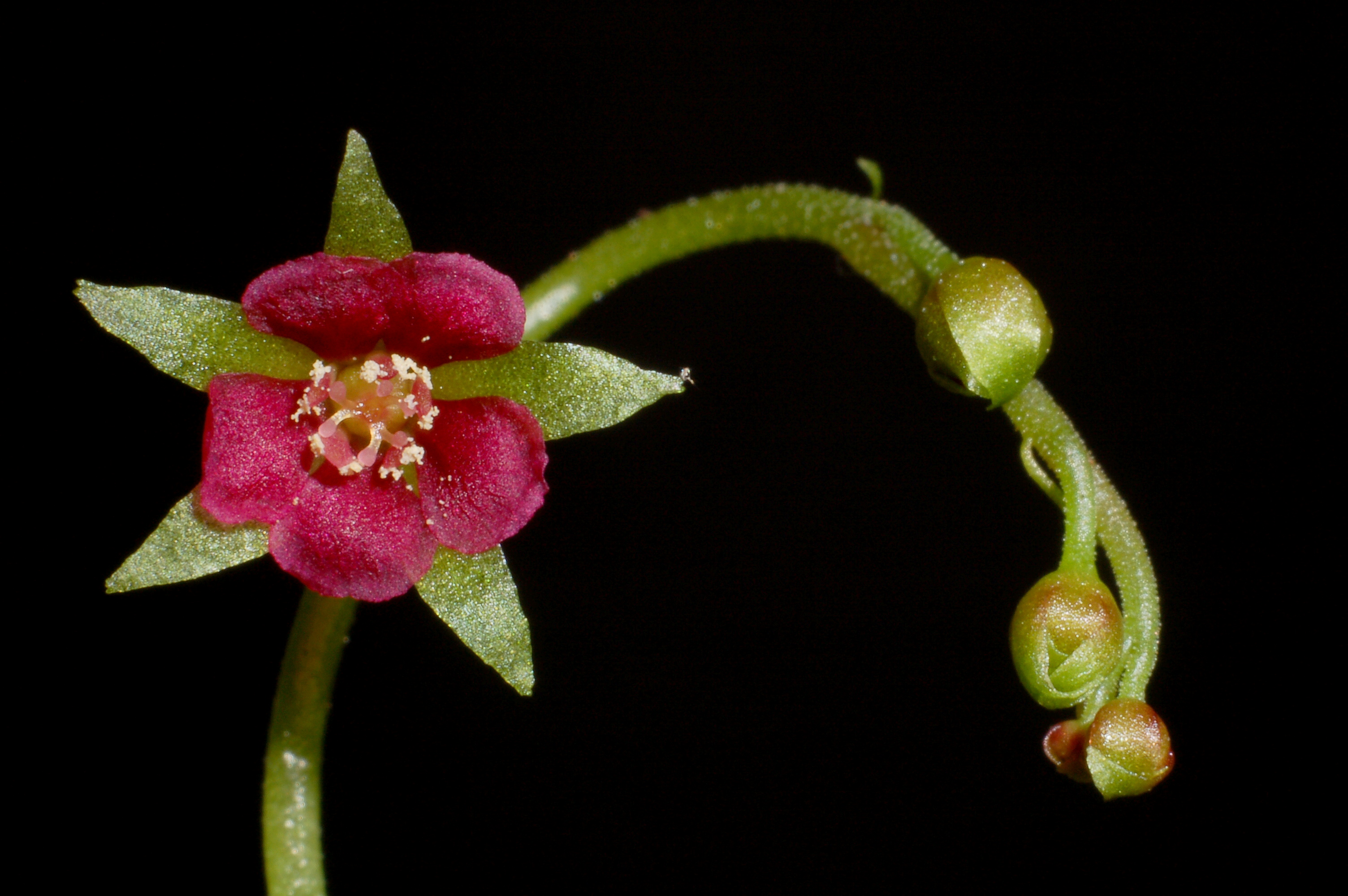
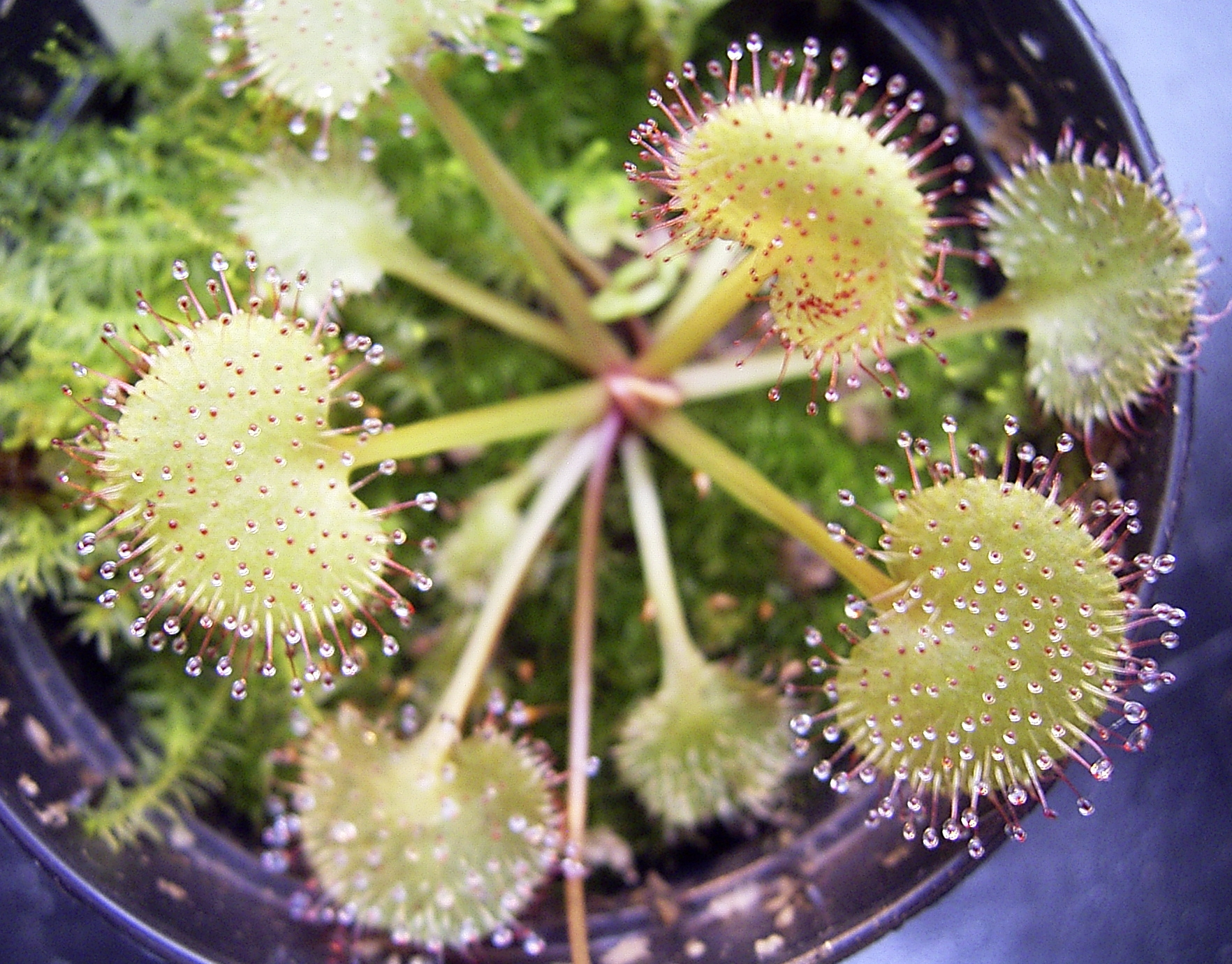
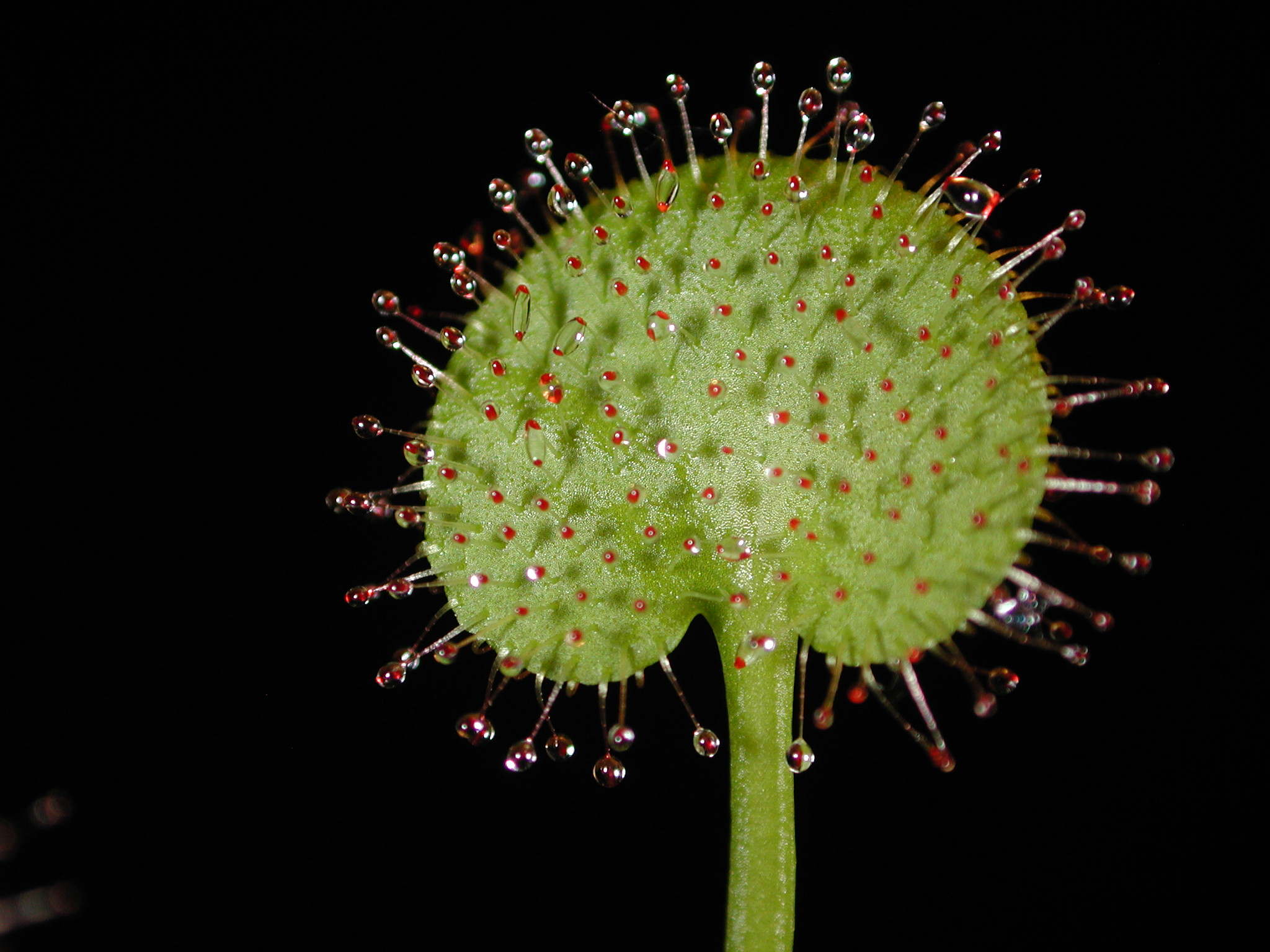